# Dietrich H. Bodenstein
Dietrich Hans Franz Alexander Bodenstein (* 1. Februar 1908 in Corwingen, Ostpreußen; † 5. Januar 1984 in Charlottesville, Virginia) war ein deutsch-amerikanischer Biologe (Entomologie, Physiologie).

## Leben und Wirken
Dietrich Bodenstein war ein Sohn des Hans Bodenstein und der Charlotte Lilienthal. Er studierte ab 1926 an der Universität Königsberg, unter anderem bei Otto Koehler, ab 1928 an der Universität Berlin. Als Forschungsassistent arbeitete er am Kaiser-Wilhelm-Institut für Biologie, unter anderem für Otto Mangold.
Mit der Machtergreifung der Nationalsozialisten 1933 entschloss sich Bodenstein, Deutschland zu verlassen. Nach einer Tätigkeit am Deutsch-Italienischen Institut für Meeresbiologie in Rovigno, Italien, kam er 1934 in die Vereinigten Staaten, deren Staatsbürgerschaft er 1940 annahm. Hier war er von 1934 bis 1941 Forschungsassistent an der Stanford University und arbeitete von 1941 bis 1942 mit einem Guggenheim-Stipendium an der Columbia University. 1944 war Bodenstein Forschungsassistent an der Connecticut Agricultural Experiment Station in New Haven. Von 1945 bis 1958 arbeitete er als Insektenphysiologe am Army Chemical Center in Edgewood, Maryland, von wo aus er – unter Vermittlung von Otto Koehler – 1953 eine Promotionsprüfung an der Albert-Ludwigs-Universität Freiburg absolvierte. Von 1958 bis 1960 arbeitete er als Embryologe am National Heart Institute in Baltimore, Maryland.
1960 erhielt Bodenstein eine Professur für Biologie an der University of Virginia in Charlottesville, wo er bis 1973 auch der Abteilung vorstand. 1978 wurde er emeritiert, forschte aber noch von 1978 bis 1981 mit einem Stipendium der Alexander-von-Humboldt-Stiftung an der Philipps-Universität Marburg, unter anderem mit Peter Karlson.
Bodenstein befasste sich vor allem mit der Entwicklungsphysiologie von Insekten. Insbesondere konnte er grundlegende Experimente zur Regulation von Häutung und Metamorphose erbringen und wichtige Studien zur Funktion von Ecdyson in der Insektenentwicklung durchführen. Zu seinen Schülern zählen Michael Berridge und Joseph Altman.
1958 wurde Bodenstein in die National Academy of Sciences gewählt, 1961 in die American Academy of Arts and Sciences, 1963 als Fellow in die American Association for the Advancement of Science.
Bodenstein war in zweiter Ehe mit Jean Coon Bodenstein verheiratet. Aus erster Ehe hatte er eine Tochter.